# Сабілласвілл (Меріленд)
Сабілласвілл (англ. Sabillasville) — переписна місцевість (CDP) в США, в окрузі Фредерік штату Меріленд. Населення — 470 осіб (2020).

## Географія
Сабілласвілл розташований за координатами 39°41′51″ пн. ш. 77°27′22″ зх. д. / 39.69750° пн. ш. 77.45611° зх. д. (39.697374, -77.456181).  За даними Бюро перепису населення США в 2010 році переписна місцевість мала площу 3,88 км², уся площа — суходіл.

## Демографія
Згідно з переписом 2010 року, у переписній місцевості мешкали 354 особи в 130 домогосподарствах у складі 91 родини. Густота населення становила 91 особа/км².  Було 149 помешкань (38/км²).
Расовий склад населення:
| - 90,7 % — білих - 8,8 % — чорних або афроамериканців |

До двох чи більше рас належало 0,6 %. Частка іспаномовних становила 0,8 % від усіх жителів.
За віковим діапазоном населення розподілялося таким чином: 25,7 % — особи молодші 18 років, 59,0 % — особи у віці 18—64 років, 15,3 % — особи у віці 65 років та старші. Медіана віку мешканця становила 38,8 року. На 100 осіб жіночої статі у переписній місцевості припадало 113,3 чоловіків;  на 100 жінок у віці від 18 років та старших — 105,5 чоловіків також старших 18 років.
Медіана доходів становила 60 268 доларів для чоловіків та 51 786 доларів для жінок. За межею бідності перебувало 7,4 % осіб, у тому числі 0,0 % дітей у віці до 18 років та 0,0 % осіб у віці 65 років та старших.
Цивільне працевлаштоване населення становило 113 особи. Основні галузі зайнятості: науковці, спеціалісти, менеджери — 36,3 %, освіта, охорона здоров'я та соціальна допомога — 30,1 %, публічна адміністрація — 12,4 %, будівництво — 11,5 %.